# Kultplats
Kultplats är en plats där man ägnar sig åt kulthandlingar såsom ritualer och dyrkan inom en religiös kult eller liknande. Om ritualerna är kopplade till offerriter, kan platsen benämnas offerplats.
Kultplatser kallas även för helgedom (helig lokal) eller gudstjänstlokal, särskilt inom monoteistiska religioner. 

## Hyponymer
- Gudstjänstlokal
- Helgedom
- Offerplats